# Gen de Art
『Gen de Art』(ゲンディアート）とは、2020年に設立された、新しいクロスカルチャー雑誌である。日本に本部を置くこの雑誌は、芸術、ワイン製造、美食の分野における世界的に著名な職人たちを称えることを使命としている。特筆すべきは、そのハイエンドな対話への注力で、深いインタビューを通して、世界中の優れた芸術家、ワインメーカー、美食家、ファッションデザイナー、旅行者たちとの対話を行い、彼らの専門知識と独自の洞察を紹介していることである。これらの対話は、それぞれの分野への深い理解と業界トレンドへの先見性を浮き彫りにしている。
Gen de Artは、単なる表面的な情報提供に留まらず、業界の深層を探り、インタビュー対象者の個人的な物語や背後にある思考を掘り下げる。このアプローチにより、雑誌は情報とインスピレーションの宝庫を構築し、従来の雑誌の枠を超えた独自の視点と知識を提供する。

## コンテンツ構成
ワインとスピリッツ: 全体の20%を占め、ワインとスピリッツの文化、革新、発展に焦点を当てています。世界をリードするワインメーカーやスピリッツ専門家との深い対話を通じ、この分野の最新トレンドと技術を探求している。
アート: 雑誌の核となる50%を占め、幅広い現代アートのトピックを取り上げています。アーティストの創作プロセスや作品の社会文化的意義、世界のアートシーンの最新動向などを探る。
有名レストラン（ミシュランを中心に）: 15%を占め、世界各地の著名なミシュランレストランやその他の有名な食事処を紹介する。トップシェフへのインタビューや美食の革新的トレンド、食文化との相互作用に焦点を当てる。
ファッションと旅行: 残りの15%を占め、ファッション界の最新トレンドと旅行体験を組み合わせている。これらのセクションは、ファッションがいかに世界文化や特有の旅行地と相互作用しているか、そしてそれが現代生活や美意識にどのように影響しているかを探る。
これらのコンテンツは、Gen de Artが芸術、美食、ファッション、旅行に対する包括的で深い関心を反映しており、読者に多様で豊かな文化体験を提供する。

## 特徴
Gen de Artは読者を招き、これらの傑出した創造者の視点を通して、生活と芸術の多様な側面を探求する機会を提供する。重要な対話と大きな問題に焦点を当て、芸術創作の本質と表現の多様性を包括的に探る。

## 歴史
・2020年 - 季刊誌として創刊